# Fonación
La fonación es el trabajo muscular realizado para emitir sonidos inteligibles, es decir, para que exista la comunicación oral. El objetivo último de la fonación es la articulación de palabras, a través del proceso por el cual se modifica la corriente de aire procedente de los pulmones y la laringe en las cavidades supraglóticas como consecuencia de los cambios de volumen y de forma de estas cavidades. 
El conjunto de las cavidades supraglóticas puede dividirse en tres partes: la faringe, la cavidad bucal y la cavidad nasal.
El sistema fonatorio se vincula con otros sistemas. La interacción de estos es parte activa en la función fonatoria, que se regula por el sistema nervioso central y periférico.